# 吉田拓郎全集/歌草子
『吉田拓郎全集/歌草子』（よしだたくろうぜんしゅう／うたぞうし）は、吉田拓郎のベスト・アルバム。1985年11月10日にCBSソニーから発売された。

## 概要
CBSソニーからリリースされたベスト・アルバムとしては、1981年に発売された『THE BEST』以来4年ぶりで、初めてCDのみのリリースとなった。
拓郎が、エレックレコードとCBSソニーに所属していた1970年から1974年まで発表した楽曲を収録している。

## 収録曲
- 全作詞・作曲：吉田拓郎（特記以外）

### Disc-1
1. 今日までそして明日から
編曲：吉田拓郎
  - シングル曲。アルバム『青春の詩』より。
2. ともだち
編曲：吉田拓郎
  - シングル「今日までそして明日から」のB面。ライブ・アルバム『よしだたくろう オン・ステージ ともだち』より。
3. 結婚しようよ
編曲：加藤和彦
  - シングル曲。アルバム『人間なんて』より。
4. ある雨の日の情景
作詞：伊庭啓子、補作詞・編曲：吉田拓郎
  - シングル「結婚しようよ」のB面。アルバム『人間なんて』より。
5. 旅の宿
作詞：岡本おさみ
  - シングル曲。アルバム『元気です。』より。このアルバムには、シングルバージョンで収録されている。
6. おやじの唄
  - シングル「旅の宿」のB面。
7. イメージの詩
  - デビューシングル、アルバム『青春の詩』より。このアルバムには、アルバムバージョンで収録されている。
8. 花嫁になる君に
作詞：岡本おさみ
  - アルバム『人間なんて』より。
9. 春だったね
作詞：田口叔子
  - アルバム『元気です。』より。
10. せんこう花火
作詞：古屋信子
  - アルバム『元気です。』より。
11. 加川良の手紙
作詞：加川良
  - アルバム『元気です。』より。
12. 親切
  - アルバム『元気です。』より。
13. 夏休み
  - ライブ・アルバム『よしだたくろう オン・ステージ ともだち』より。アルバム『元気です。』に収録されている楽曲のリメイク・バージョン。
14. 馬
  - アルバム『元気です。』より。
15. たどり着いたらいつも雨降り
  - アルバム『元気です。』より。1972年、モップスへの提供曲。

### Disc-2
1. 高円寺
  - アルバム『元気です。』より。
2. こっちを向いてくれ
作詞：岡本おさみ
  - アルバム『元気です。』より。
3. まにあうかもしれない
作詞：岡本おさみ
  - アルバム『元気です。』より。
4. リンゴ
作詞：岡本おさみ
  - アルバム『元気です。』より。
5. また会おう
作詞：岡本おさみ
  - アルバム『元気です。』より。
6. 祭りのあと
作詞：岡本おさみ
  - アルバム『元気です。』より。
7. ガラスの言葉
作詞：及川恒平
  - アルバム『元気です。』より。
8. おきざりにした悲しみは
作詞：岡本おさみ
  - シングル曲。
9. 花酔曲
  - シングル「おきざりにした悲しみは」のB面。
10. からっ風ブルース
作詞：岡本おさみ
  - アルバム『伽草子』より。
11. 伽草子
作詞：白石ありす
  - シングル曲。アルバム『伽草子』より。
12. 蒼い夏
作詞：岡本おさみ
  - シングル曲。アルバム『伽草子』より。
13. 風邪
  - アルバム『伽草子』より。
14. 長い雨の後に
  - アルバム『伽草子』より。
15. 春の風が吹いていたら
作詞・作曲：伊庭啓子
  - アルバム『伽草子』より。

### Disc-3
1. 暑中見舞い
作詞：岡本おさみ
  - アルバム『伽草子』より。
2. ビートルズが教えてくれた
作詞：岡本おさみ
  - アルバム『伽草子』より。
3. 制服
作詞：岡本おさみ
  - アルバム『伽草子』より。
4. 話してはいけない
作詞：岡本おさみ
  - アルバム『伽草子』より。
5. 夕立ち
作詞：岡本おさみ
  - アルバム『伽草子』より。
6. 新しい朝(あした)
  - アルバム『伽草子』より。
7. こんなに抱きしめても
作詞：岡本おさみ
  - シングル「伽草子」のB面。
8. 金曜日の朝
作詞：安井かずみ、編曲：柳田ヒロ
  - シングル曲。
9. 子供に
作詞：岡本おさみ、編曲：吉田拓郎
  - シングル「金曜日の朝」のB面。
10. 春だったね'73
作詞：田口叔子、編曲：瀬尾一三・村岡建[注 1]
  - ライブ・アルバム『よしだたくろう LIVE '73』より。
11. マークII'73
編曲：瀬尾一三・村岡建[注 1]
  - シングル「イメージの詩」のB面。このアルバムには、1973年に発売されたライブ・アルバム『よしだたくろう LIVE '73』バージョンで収録されている。
12. 君去りし後
作詞：岡本おさみ、編曲：瀬尾一三・村岡建[注 1]
  - ライブ・アルバム『よしだたくろう LIVE '73』より。
13. 君が好き
作詞：岡本おさみ、編曲：瀬尾一三・村岡建[注 1]
  - ライブ・アルバム『よしだたくろう LIVE '73』より。
14. 都万の秋
作詞：岡本おさみ、編曲：瀬尾一三・村岡建[注 1]
  - ライブ・アルバム『よしだたくろう LIVE '73』より。
15. 落陽
作詞：岡本おさみ、編曲：瀬尾一三・村岡建[注 1]
  - ライブ・アルバム『よしだたくろう LIVE '73』より。

### Disc-4
1. こうき心'73
編曲：瀬尾一三・村岡建[注 1]
  - アルバム『青春の詩』より。1973年に発売されたライブ・アルバム『よしだたくろう LIVE '73』バージョンで収録されている。
2. 野の仏
作詞：岡本おさみ、編曲：瀬尾一三・村岡建[注 1]
  - ライブ・アルバム『よしだたくろう LIVE '73』より。
3. ひらひら
作詞：岡本おさみ、編曲：瀬尾一三・村岡建[注 1]
  - ライブ・アルバム『よしだたくろう LIVE '73』より。
4. シンシア
  - かまやつひろしと連名で発表したシングル曲。
5. 竜飛崎
作詞：岡本おさみ
  - シングル「シンシア」のB面。
6. ペニーレインでバーボン
  - アルバム『今はまだ人生を語らず』より。
7. 人生を語らず
  - アルバム『今はまだ人生を語らず』より。
8. 世捨人唄
作詞：岡本おさみ
  - アルバム『今はまだ人生を語らず』より。1974年、森進一への提供曲。
9. 三軒目の店ごとに
  - アルバム『今はまだ人生を語らず』より。
10. 襟裳岬
作詞：岡本おさみ
  - アルバム『今はまだ人生を語らず』より。1974年、森進一への提供曲。
11. 知識
  - アルバム『今はまだ人生を語らず』より。
12. 暮らし
  - アルバム『今はまだ人生を語らず』より。
13. 戻ってきた恋人
作詞：岡本おさみ
  - アルバム『今はまだ人生を語らず』より。
14. 僕の唄はサヨナラだけ
  - アルバム『今はまだ人生を語らず』より。
15. 贈り物
  - アルバム『今はまだ人生を語らず』より。